# Canarium schweinfurthii
Canarium schweinfurthii (Engels: African elemi) is een soort uit de familie Burseraceae. Het is een grote groenblijvende boom met een kroon die kan reiken tot het bovenste bladerdak van het bos. De boom heeft een lange rechte cilindrische stam met een dikke schors. Bij jonge boompjes is de schors glad, maar deze wordt schilferig en gespleten naarmate de boom ouder wordt. De boom levert een hars, elemi geheten. De soort staat op de Rode Lijst van de IUCN geklasseerd als 'niet bedreigd'.
De bladeren zijn geveerd en geclusterd aan het einde van de takken. Deze bestaan uit 8 tot 12 paar blaadjes, die meestal tegenover elkaar staan. De boom heeft roomwitte bloemen en kleine steenvruchten met een blauwachtige paarse kleur.
De soort komt voor in tropisch Afrika, in het westen van Senegal tot in Angola en verder naar het oosten tot in Ethiopië en Tanzania. Hij groeit daar in rivierbossen, regenwouden en galerijbossen. 
Het groenige vruchtvlees van de vruchten is eetbaar en wordt vooral door kinderen en veeherders gegeten. De bast scheidt een zware, kleverige hars af die naar terpentijn ruikt en stolt tot een witachtige hars. In West-Afrika wordt deze hars traditioneel verbrand voor het ontsmetten van woningen en gemengd met olie om het lichaam te beschilderen. Verder wordt de hars voor medicinale doeleinden gebruikt en kan er een etherische olie uit gewonnen worden. Het hout is een goede brandstof, omdat het gemakkelijk ontvlambaar is en veel warmte geeft.

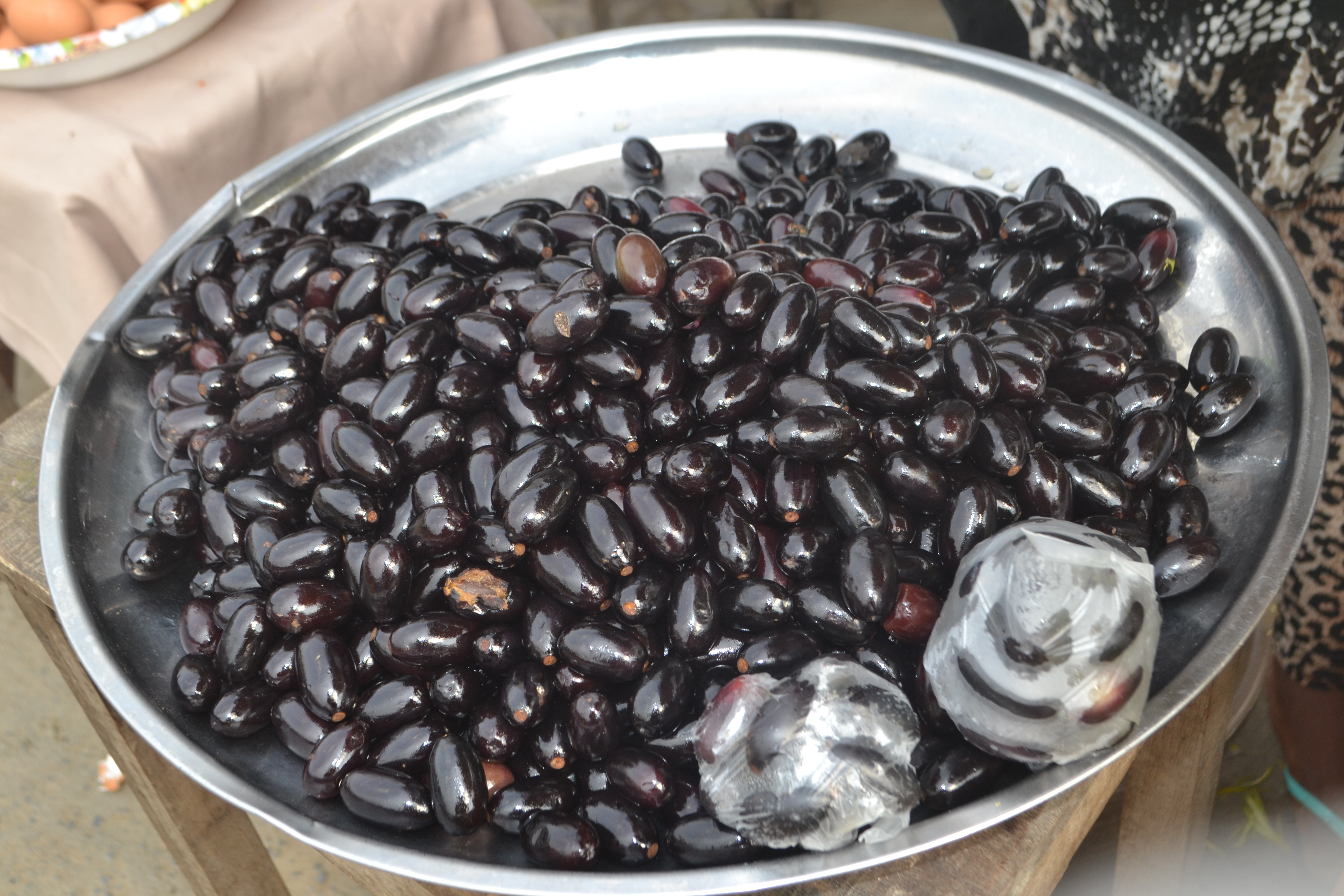
Gekookte steenvruchten van de boom

De soortnaam schweinfurthii is vernoemd naar de Duitse botanicus en ontdekkingsreiziger Georg August Schweinfurth.